# Rhabdochaeta naevia
Rhabdochaeta naevia es una especie de insecto del género Rhabdochaeta de la familia Tephritidae del orden Diptera.

## Historia
Ito la describió científicamente por primera vez en el año 1984.